# Kostel svatého Prokopa (Všehrdy)
Kostel svatého Prokopa je kostel ve Všehrdech. Gotický kostel vznikl ve 14. století, v letech 1730–1732 byla na objednávku opata Evžena Tyttla realizována barokní novostavba dle návrhu architekta Jana Blažeje Santiniho-Aichela. Ačkoli Santiniho autorství není doloženo prameny, jeho činnost zde nepopiratelně vyplývá z činnosti na klášteru v Plasech pro stejného objednavatele, a taktéž ze slohového rozboru stavby. Nachází se na západní straně obce, téměř na jejím nejvyšším místě a je chráněn jako kulturní památka České republiky.

## Historie kostela
První zmínky o kostele sv. Prokopa pocházejí již z roku 1250. Od 14. století je kostel sv. Prokopa uváděn jako farní. V době husitských válek byl kostel pobořen a jako filiální byl spravován z Kralovic.
V letech 1580–1589 byl opraven a Brikcí z Cinperka ho opatřil novým zvonem, na který se složili místní obyvatelé. V roce 1695 byl kostel přidělen pod nově zřízenou faru v Kozojedech, v roce 1734 ke Kralovicím, i když nadále správu kostela vykonával farář z Kozojed.
Před rokem 1732, dle kroniky přesně v letech 1730–1732, byl gotický kostel přestavěn v duchu barokní gotiky dle projektu architekta Jana Blažeje Santiniho-Aichela. Stavebníkem byl opat cisterciáckého kláštera v Plasech Eugen Tyttl. V té době byl také zřízen hřbitov. Jeho obvodová zeď navazuje po stranách na vstupní, osovou věž kostela a je zde konkávně probrána a prolomena dvěma komponovanými branami. Tímto se naskýtá jímavý pohled jak při vstupu do kostela tak na hřbitov.

## Popis kostela
Exteriér kostela, jak je pro Santiniho typické, jsou v řadě na sebe navazující a do sebe částečně zaklíněné pravidelné mnohostěny. Vstupní věž je čtyřstěn nad sférickým čtvercem, loď podélně protažený osmistěn s konkávně zborcenými stěnami na diagonálách, kněžiště pak pravidelný osmistěn a sakristie pravidelný šestistěn.
Před přestavbou měl kostel sv. Prokopa plochostropou loď a goticky klenuté kněžiště o jednom šířkově obdélném poli a závěr pětistranného osmiúhelníku. Z původní stavby byl ponechán presbytář s žebrovou klenbou. V presbytáři jsou jehlanovité konzoly. Loď byla z větší části nově postavena a zaklenuta, na západní straně byla přistavěna osová věž na půdorysu sférického čtverce, v ose kněžiště pak byla přistavěna drobná sakristie na půdorysu šestiúhelníku. Okna presbytáře jsou hrotitá, stejně tak okna lodi a věže.
Ve výklenku severní boční lodi je napříč vsazen náhrobní obílený kámen – v horní části je kartušový rámec, v dolní části jsou dva znaky. V jednom znaku je krokev, druhý je dle doktora Antonína Podlahy Berbisdorfský. Nad vítězným obloukem je deska s nápisem: IN HONOREM S. PROCOPII ABBATIS, REGNI BOEMIAE PATRONI INCLYTI RESTAVRATVM AB EVGENIO TYTTL, ABBATE DE PLASSIO AC VICARIO GENERALI ORD. CISTERC, ANNO 1730.
Klenba lodi je valená, členěná tříbokými protějškovými výsečemi, v lodi jsou barokně profilované konzoly. Strop zdobí štuková žebra. Boční vchody jsou hrotité. V průčelí se nachází věž s hrotitými okny. Nad portálem věže je v kameni tesaný znak opata Eugena Tyttla s písmeny E.T.A.P.P.L. a letopočtem 1732. Boční oltáře mají jednoduché volutové rámce a v horní části zlacený monogram opata Tyttla.
Santiniho přestavba ve Všehrdech se vyznačuje uměleckou propracovaností, ostatně jako všechny jeho stavby. Exteriér kostela sv. Prokopa je koncipován jako řada na sebe návazných a do sebe částečně zaklíněných pravidelných mnohostěnů. Tvarosloví je záměrně redukované a jednoduché co se motivů týče. Fasáda kostela je hladká, bez členění.
Nároží věže armují lizény, etáže jsou odděleny drobnými římsami strmých profilů. Stěny lodi a kněžiště postrádají vertikální členění, pole sakristie jsou rámována lizénami. Záměrný Santiniho gotismus forem můžeme spatřit v hrotitě klenutých oknech, která jsou vsazena do nálevkovitých špalet. Tvar střechy věže je inspirován tehdy ještě existujícími střechami chrámu sv. Barbory v Kutné Hoře.
V interiéru kostela je hlavním tématem centralizace hloubkové dispozice. Stavba užívá různých typů světla o různé intenzitě. Prostory bezprostředně sousedící s hlavní lodí jsou bez oken, závěrové díly jsou pak silně prozářeny světlem.
Realizace kostela sv. Prokopa ve Všehrdech proběhla téměř 10 let po smrti architekta Jana Blažeje Santiniho Aichela. Stavitelem byl Ondřej Kondel z Plas.